# Kepala Siring (Kikim Tengah)
Kepala Siring is een bestuurslaag in het regentschap Lahat van de provincie Zuid-Sumatra, Indonesië. Kepala Siring telt 292 inwoners (volkstelling 2010).